# Шарлемань, Жан-Арман
Жан-Арман Шарлемань (фр. Jean Armand Charlemagne; 1759—1838) — французский поэт, писатель, редактор и драматург.

## Биография
Жан-Арман Шарлемань родился 30 ноября 1753 года в Ле-Бурже.
Шарлемань был последовательно семинаристом, клерком прокурора и солдатом (участвовал в войне за независимость США), прежде чем вышел на литературное поприще.
Два года редактировал известный «Almanach des muses».
Согласно ЭСБЕ: «был загублен страстью к спиртным напиткам и, страдая от всевозможных недугов, умер в крайней нищете» в городе Париже 6 марта 1838 года.

## Избранная библиография

### Комедии в стихах
- «La fille à marier» (1793),
- «Monsieur de Crac à Paris» (1793),
- «Le souper des jacobins» (1795),
- «L’agioteur» (1796),
- «Les voyageurs» (1800),
- «Le fou supposé» (1803),
- «Les descendants du Menteur» (1805),
- «Le testament de l’oncle» (1806).

### Романы
- «L’enfant du hasard et du crime, ou les erreurs de l’opinion-mémorial historique d’un homme qui s’est retiré du monde» (1803)
- «Les trois B. ou aventures d’un boiteux, d’un borgne et d’un bossu» (1804).

### Стихи
Его небольшие стихотворения изданы под заглавием «Pièces fugitives» (1801).